# Franz Heinz

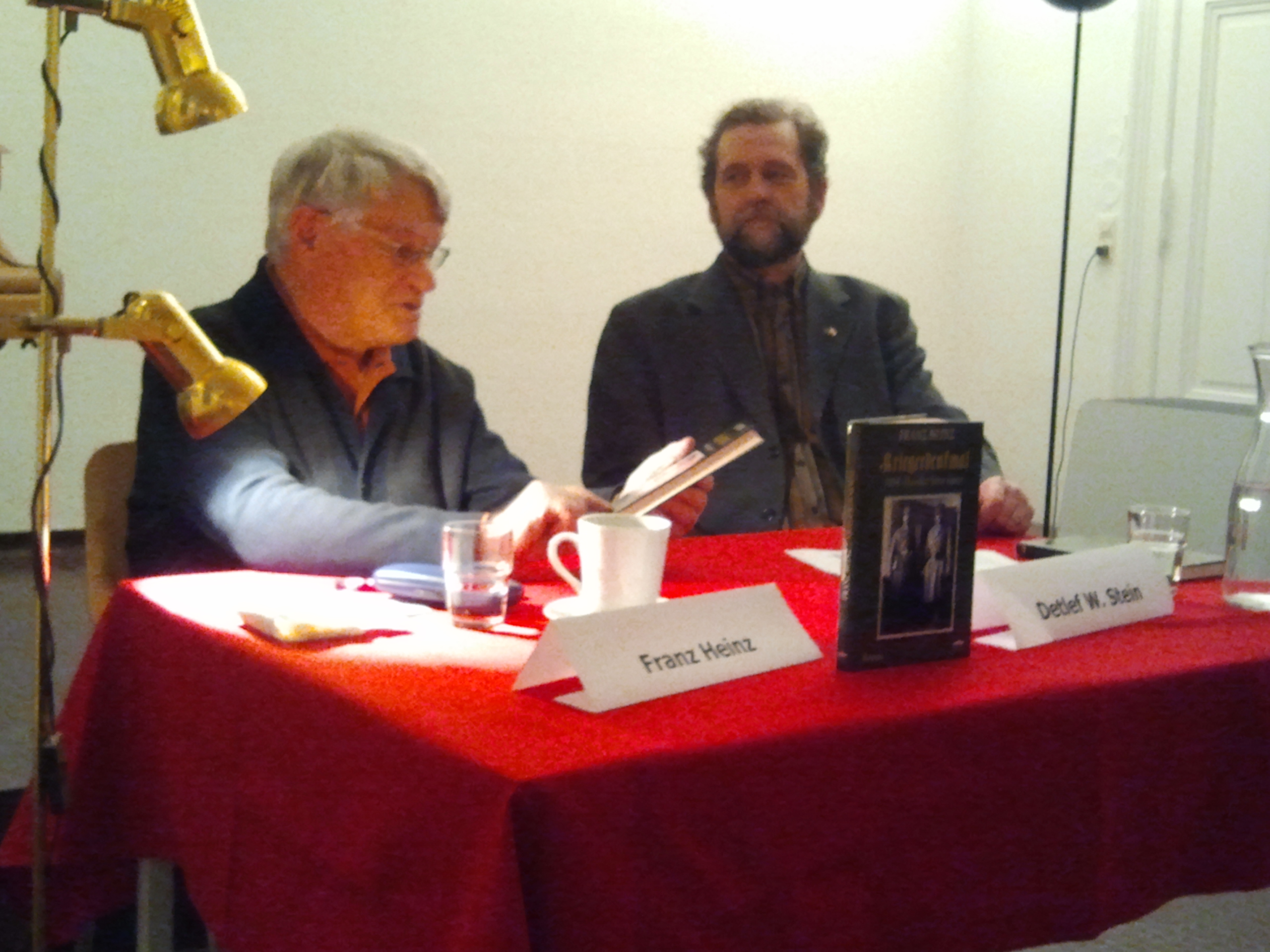
Franz Heinz (links)

Franz Heinz (* 21. November 1929 in Periam, deutsch Perjamosch, Königreich Rumänien) ist ein deutscher Journalist und Schriftsteller.

## Leben
Franz Heinz entstammt der Volksgruppe der Banater Schwaben. Er besuchte die Volksschule in seinem Heimatort, danach das Gymnasium in Timișoara und in Periam. Nachdem die Familie 1944 nach Österreich geflohen war, kehrte sie nach Ende des Zweiten Weltkriegs zurück ins Banat. Franz Heinz arbeitete zunächst als Landarbeiter und Bäcker. Nachdem er die Reifeprüfung abgelegt hatte, studierte er in Bukarest Geschichte und Geografie; er schloss dieses Studium mit dem Staatsexamen ab. Von 1960 bis 1974 gehörte Heinz der Redaktion der in Bukarest erscheinenden deutschsprachigen Zeitung "Neuer Weg" an; gleichzeitig war er Mitarbeiter des deutschen Programms des rumänischen Rundfunks und Fernsehens. Seit Beginn der
Sechzigerjahre veröffentlichte er in rumänischen Verlagen literarische Texte in deutscher Sprache.
Nachdem Heinz 1974 einen Ausreiseantrag gestellt hatte, verhängten die rumänischen Behörden ein Berufsverbot gegen ihn. 1976 konnte er in die Bundesrepublik Deutschland ausreisen. Hier war er seitdem vorwiegend journalistisch tätig. Er arbeitete für verschiedene Kulturzeitschriften des "Ostdeutschen Kulturrats", u. a. ab 1984 als Chefredakteur der Zeitschrift "Der gemeinsame Weg" und von 1990 bis 1995 des "Kulturspiegels". Seit 1995 ist er Chefredakteur der von der Stiftung Mitteldeutscher Kulturrat herausgegebenen Zeitschrift "Kultur-Report". Heinz lebt in Ratingen bei Düsseldorf.
Franz Heinz ist Verfasser von Erzählungen, Essays, Theaterstücken und Hörspielen.
Er gehörte bis 1976 dem Rumänischen Schriftstellerverband an; er ist Mitglied des Deutschen Journalisten-Verbandes und des Freien Deutschen Autorenverbandes. Heinz erhielt 1972 den Preis des Rumänischen Schriftstellerverbandes für deutschsprachige Prosa und 1994 die Ehrengabe des Donauschwäbischen Kulturpreises.

## Werke
- Husaren der Acker, Bukarest 1962
- Vom Wasser, das flußaufwärts fließt, Bukarest 1962
- Das blaue Fenster und andere Skizzen, Bukarest 1965
- Acht unter einem Dach, Bukarest 1967
- Sorgen zwischen neun und elf, Bukarest 1968
- Vormittags, Bukarest 1970
- Erinnerung an Quitten, Bukarest 1971
- Ärger wie die Hund, Bukarest 1972
- Unter dem Himmel der Treue im Garten der Hoffnung, München 1979 (zusammen mit Dietlind in der Au und Horst Scheffler)
- Begegnung und Verwandlung, Esslingen/Neckar 1985 (zusammen mit Gert Fabritius)
- Franz Ferch und seine Banater Welt, München 1988
- Lieb Heimatland, ade!, Bad Münstereifel 1998
- Kreis Mettmann, der Kreis mit den besonderen Ecken, Mettmann 2000

## Herausgeberschaft
- Otto Alscher: Der Löwentöter, Bukarest 1972
- Otto Alscher: Belgrader Tagebuch, Bukarest 1975
- Karl Grünn: Gedichte, Bukarest 1976
- Otto Alscher: Tier- und Jagdgeschichten, Bukarest 1977
- Magisches Quadrat, Düsseldorf 1979
- Immer gibt es Hoffnung, Berlin [u. a.] 1986
- Unser Heimatbuch, Ingelheim 1998 (herausgegeben zusammen mit Evi Krämer)